# Rumex salisburgensis
Rumex salisburgensis är en slideväxtart som beskrevs av C. Fritsch & C. Rechinger. Rumex salisburgensis ingår i släktet skräppor, och familjen slideväxter. Inga underarter finns listade i Catalogue of Life.